# Giovanni Cartia (politico 1894)
Giovanni Cartia (Scicli, 17 agosto 1894 – 23 luglio 1959) è stato un avvocato e politico italiano.
Durante la Prima guerra mondiale il Tenente Cartia era osservatore d'aeroplano dal luglio 1916 con la 5ª Squadriglia Caproni sul Campo di aviazione di Verona-Tombetta. Il 23 agosto 1916 in servizio di crociera nella zona di Conca Laghi, impegnava combattimento con un apparecchio avversario, che riuscì ad abbattere. All'inizio del 1917 volava con la 31ª Squadriglia sul campo di Verona. Decorato con la Medaglia di Bronzo al Valor Militare.
È stato Sottosegretario di Stato all'Agricoltura e Foreste nel IV Governo De Gasperi, dopo aver aderito alla scissione di Palazzo Barberini. In rappresentanza del PSI aveva parte della Consulta regionale siciliana a cui si deve la redazione dello Statuto della Regione Siciliana.
Venne eletto nella I legislatura della Repubblica Italiana come primo dei non eletti, in sostituzione di Luigi Castiglione, dimissionario.